# Kürsəngi
Kürsəngi è un comune dell'Azerbaigian situato nel distretto di Salyan. Conta una popolazione di 3.818 abitanti.